# Lobo-marinho-de-galápagos
O lobo-marinho-de-galápagos (Arctocephalus galapagoensis) é uma espécie de lobo-marinho encontrada no arquipélago de Galápagos. São os menores pinipédios do mundo.